# Nederlandse begraafplaats, Chinsurah
De Nederlandse Begraafplaats van Chin-Surah werd gebouwd op bevel van de directeur van de Vereenigde Oostindische Compagnie in Bengalen. De begraafplaats en alle graven worden nu onderhouden door de Archaeological Survey of India voor de bescherming van historische monumenten en archeologische vondsten en resten van nationaal belang.